# 南条金雄

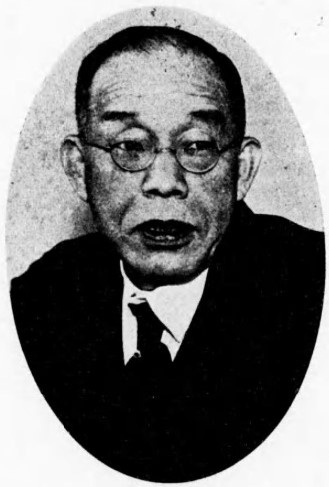
南条金雄

南条 金雄（なんじょう かねお、1873年（明治6年）7月18日 - 1948年（昭和23年）12月30日）は、日本の実業家。大正海上火災保険会長や、三井物産会長、三井合名筆頭常務理事を務めた。

## 人物・経歴
群馬県邑楽郡館林町（現館林市）出身。前橋中学校（現群馬県立前橋高等学校）を経て、1892年に高等商業学校（現一橋大学）卒業後、横浜外国商館に入り、海外貿易に従事し海陸保険の事務につき英国と東京を往来する。
1901年三井物産入社。大阪支店保険掛主任等を経て、1910年大阪支店長。1913年ロンドン支店長。1918年取締役ロンドン支店長。同年安川雄之助、武村貞一郎とともに常務取締役に昇格。大正海上火災保険設立前に小田柿捨次郎の家で飯田義一、馬越恭平、岩原謙三、平生釟三郎、磯村豊太郎らと保険会社設立懇談会に参加し、1924年には大正海上火災保険会長に就任。
1928年紺綬褒章受章。1934年三井物産会長。同年デンマーク王国ダネブログ勲章コンマンドール受章。1935年三井合名常務理事。1936年三井合名筆頭常務理事。趣味は西洋画の鑑賞で、西洋美術史に詳しく、西洋美術史担当の東京美術学校（現東京藝術大学）講師として教鞭も執った。如水会理事なども務めた。昭和23年12月23日没。墓所は多磨霊園5区1種45側にある。

## 親族
- 父・南条新六郎 ‐ 日本製粉社長。
- 祖父・岡谷瑳磨介 ‐ 館林藩家老[14]。
- 妻・敬 ‐ 土佐電気鉄道社長齋藤利西長女。
- 義兄・三宅碩夫 ‐ 姉・さだの夫。東京弁護士会副会長
- 義弟・東野十治郎 (1873年生) ‐ 妹・うめ（三井合名理事長）の夫。学習院教授、弘文学院数学教授、日本貯蓄銀行取締役。加賀大聖寺藩士・東野遊西の四男。長男・道治の岳父に江頭安太郎。[15][16]
- 義弟・武田信一 (1872年生) ‐ 妹・タケの夫。三井銀行取締役。東京高等商業学校卒[17]。
- 義弟・竹村弟二 (1878年生)‐ 妹・ちせの夫。日本製粉常務取締役[6][18]。屑綿商・竹村慶也の二男。家業が傾いたため中学進学諦め、東北学院労働会に入って勤労学生となり、第三高等学校 (旧制)、東京帝国大学工科大学機械科卒業後、野戦鉄道提理部を経て日清製粉、のち東京軽合金製作所社長を務めた。[19][20]